# Аванти
Вижте пояснителната страница за други значения на Аванти.
„Аванти!“ (на италиански: L'Avanti!) е италиански всекидневник, централен орган на Италианската социалистическа партия.
Основан е през 1896 г. Излиза в Рим и Милано. През 1926 – 1943 г. се издава в Париж. След 1966 г. става орган на Италианската обединена социалистическа партия.